# Liste des intercommunalités d'Eure-et-Loir

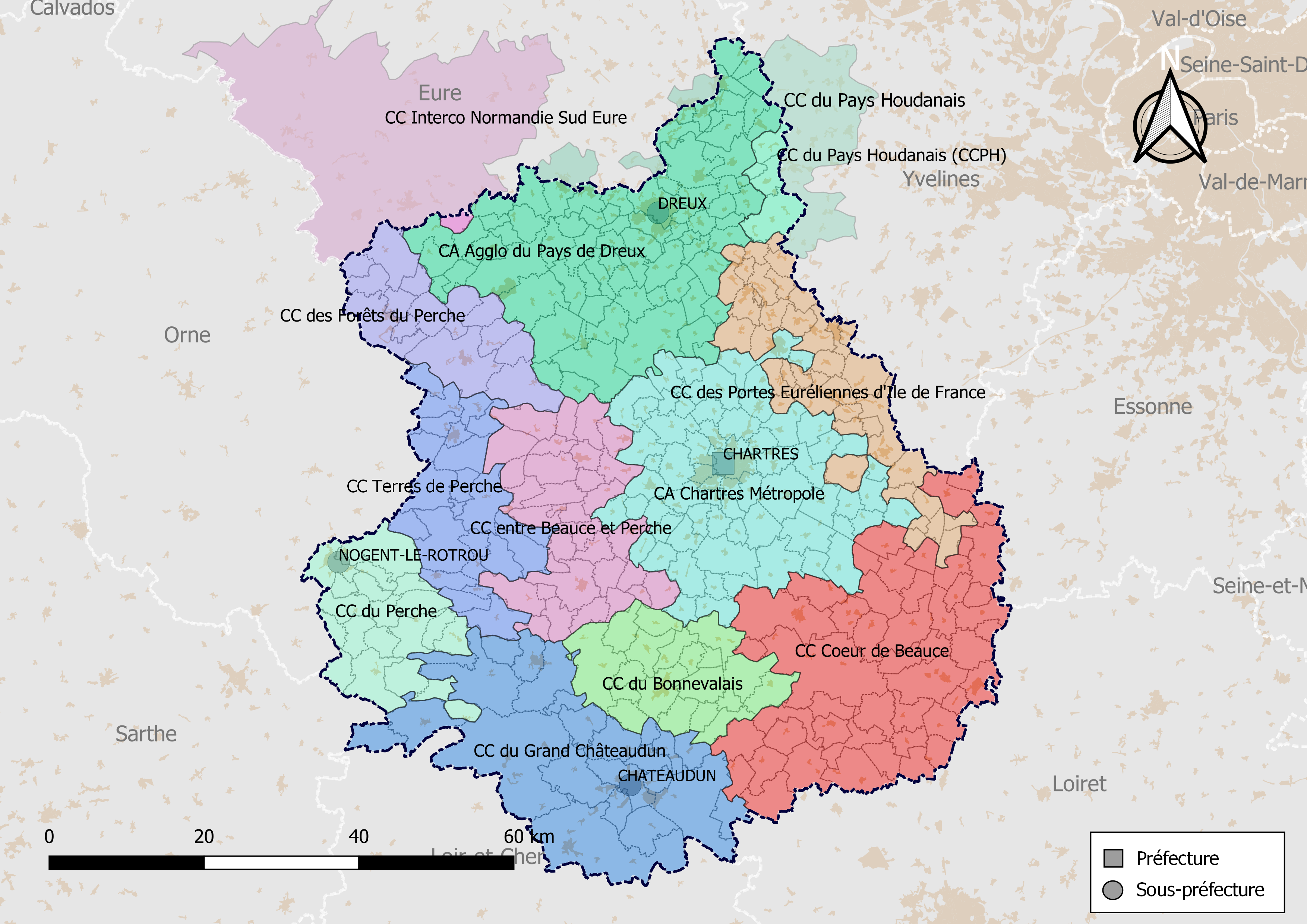
Carte des EPCI d'Eure-et-Loir au 1er janvier 2019.

Au 1er janvier 2020, le département d'Eure-et-Loir compte 10 établissements publics de coopération intercommunale (EPCI) à fiscalité propre dont le siège est dans le département (2 communautés d'agglomération et 8 communautés de communes), dont un qui est interrégional. Par ailleurs 5 communes d'Eure-et-Loir sont groupées dans deux intercommunalités dont le siège est situé hors département.

## Historique

### Évolutions au1erjanvier 2017
Le département d'Eure-et-Loir passe de 21 à 10 EPCI à fiscalité propre ayant leur siège dans le département, en application du schéma départemental de coopération intercommunale arrêté le 9 février 2016 :
- Création de la communauté de communes des Portes Euréliennes d'Île-de-France par fusion de la communauté de communes des Quatre Vallées, de la communauté de communes du Val Drouette, de la communauté de communes des Terrasses et Vallées de Maintenon, de la communauté de communes du Val de Voise et de la communauté de communes de la Beauce alnéloise.
- Création de la communauté de communes Cœur de Beauce par fusion de la communauté de communes de la Beauce vovéenne, de la communauté de communes de la Beauce d'Orgères et de la communauté de communes de la Beauce de Janville.
- Création de la communauté de communes des Forêts du Perche par fusion de la communauté de communes de l'Orée du Perche et de la communauté de communes du Perche senonchois.
- Création de la communauté de communes Terres de Perche par fusion de la communauté de communes des Portes du Perche et de la communauté de communes du Perche thironnais avec extension à la commune de Frazé (issue de la communauté de communes du Perche-Gouët).
- Création de la communauté de communes du Grand Châteaudun par fusion de la communauté de communes des Trois Rivières, de la communauté de communes du Dunois et de la communauté de communes des Plaines et Vallées dunoises avec extension aux communes de Mézières-au-Perche, Bullou, Gohory, Brou, Dampierre-sous-Brou, Unverre, Moulhard, Yèvres, La Bazoche-Gouet et Chapelle-Guillaume (issues de la communauté de communes du Perche-Gouët).
- Extension de la communauté de communes du Perche aux communes de Luigny, Chapelle-Royale et Les Autels-Villevillon (issues de la communauté de communes du Perche-Gouët).
- Extension de la Communauté de communes Entre Beauce et Perche aux communes de Mottereau et Montigny-le-Chartif (issues de la communauté de communes du Perche-Gouët).
- Création de la communauté de communes Interco Normandie Sud Eure, dont le siège est situé dans l'Eure par fusion de la communauté de communes du Canton de Rugles, de la communauté de communes du pays de Verneuil-sur-Avre (comprenant deux communes d'Eure-et-Loir), de la communauté de communes du canton de Breteuil-sur-Iton, de la communauté de communes du Pays de Damville et de la communauté de communes rurales du Sud de l'Eure.

### Évolution au1erjanvier 2016
- Création de la Communauté de communes Entre Beauce et Perche par fusion de la communauté de communes du pays de Combray et de la communauté de communes du pays Courvillois[2].

### Évolution au1erjanvier 2014
- Par arrêté préfectoral du 3 avril 2013, Dreux agglomération fusionne avec 5 communautés de communes pour former la Communauté d'agglomération du Pays de Dreux [3].

### Évolution au1erjanvier 2012
- La communauté de communes du Bois-Gueslin fusionne dans la communauté d'agglomération Chartres Métropole.

### Évolution au1erjanvier 2011
- La communauté de communes de l'Orée de Chartres et la communauté de communes du Val de l'Eure fusionnent dans la communauté d'agglomération Chartres Métropole.

## Intercommunalités à fiscalité propre
| Forme juridique                                            | Nom                                       | no SIREN  | Date de création | Nombre de communes      | Population (der. pop. légale) | Superficie (km2) | Densité (hab./km2) | Siège                          | Président Début du mandat         |
| ---------------------------------------------------------- | ----------------------------------------- | --------- | ---------------- | ----------------------- | ----------------------------- | ---------------- | ------------------ | ------------------------------ | --------------------------------- |
| Communauté d'agglomération                                 | CA Chartres métropole                     | 200033181 | 1er janvier 2013 | 66                      | 136 831 (2021)                | 858,30           | 159                | Chartres                       | Jean-Pierre Gorges 2013           |
| Communauté d'agglomération                                 | CA du Pays de Dreux                       | 200040277 | 1er janvier 2014 | 81 (dont 75 dans le 28) | 115 490 (2021)                | 1 055,70         | 109                | Dreux                          | Gérard Sourisseau 2020            |
| Communauté de communes                                     | CC des Portes Euréliennes d'Île-de-France | 200069953 | 1er janvier 2017 | 39                      | 48 515 (2021)                 | 400,60           | 121                | Épernon                        | Stéphane Lemoine 2019             |
| Communauté de communes                                     | CC du Grand Châteaudun                    | 200069961 | 1er janvier 2017 | 23                      | 39 750 (2021)                 | 787,40           | 51                 | Châteaudun                     | Fabien Verdier 2020               |
| Communauté de communes                                     | CC Cœur de Beauce                         | 200070159 | 1er janvier 2017 | 46                      | 24 406 (2022)                 | 963,30           | 25                 | Janville                       | Benoît Pellegrin 2020             |
| Communauté de communes                                     | CC Entre Beauce et Perche                 | 200058360 | 1er janvier 2016 | 33                      | 21 037 (2021)                 | 452,0            | 47                 | Illiers-Combray                | Philippe Schmit 2016              |
| Communauté de communes                                     | CC du Perche                              | 200006971 | 1er janvier 2007 | 20                      | 17 975 (2021)                 | 326,80           | 55                 | Nogent-le-Rotrou               | Harold Huwart 2020                |
| Communauté de communes                                     | CC Terres de Perche                       | 200070167 | 1er janvier 2017 | 22                      | 14 121 (2021)                 | 367,60           | 38                 | La Loupe                       | Éric Gérard 2017                  |
| Communauté de communes                                     | CC du Bonnevalais                         | 242852465 | 5 décembre 2002  | 19                      | 12 154 (2021)                 | 339,40           | 36                 | Bonneval                       | Joël Billard 2002[réf. souhaitée] |
| Communauté de communes                                     | CC des Forêts du Perche                   | 200069912 | 1er janvier 2017 | 15                      | 7 669 (2021)                  | 314,70           | 24                 | Senonches                      | Xavier Nicolas 2017               |
| Intercommunalités dont le siège est situé hors département |                                           |           |                  |                         |                               |                  |                    |                                |                                   |
| Communauté de communes                                     | CC du Pays Houdanais                      | 247800550 | 30 décembre 1997 | 36 (dont 4 dans le 28)  | 29 988 (2021)                 | 291,0            | 103                | Houdan (78)                    | Jean-Marie Tétart 2020            |
| Communauté de communes                                     | CC Interco Normandie Sud Eure             | 200066462 | 1er janvier 2017 | 41 (dont 1 dans le 28)  | 37 618 (2021)                 | 811,40           | 46                 | Verneuil d'Avre et d'Iton (27) | Nathalie Noël 2022                |

## Intercommunalités et cantons des communes adhérentes

### Communautés d'agglomérations
- L'agglomération de Chartres regroupe l'intégralité des communes de 4 cantons : les cantons Chartres-1, Chartres-2, Chartres-3 et Lucé. En complément, elle obtient l’adhésion de communes issues de 4 autres cantons : Auneau, Épernon, Illiers-Combray et les Villages Vovéens ;
- L'agglomération de Dreux est à la fois interdépartementale et interrégionale :
  - Elle intègre 4 communes du canton de Saint-André-de-l'Eure, Ézy-sur-Eure, Ivry-la-Bataille, Louye et Saint-Georges-Motel et 2 communes du canton de Verneuil d'Avre et d'Iton, Nonancourt et La Madeleine-de-Nonancourt, les 2 cantons étant situés dans le département de l'Eure en région Normandie.
  - En Eure-et-Loir, elle recueille l'adhésion de toutes les communes du canton de Dreux-1 et de la majorité des communes des cantons d'Anet, Dreux-2 et Saint-Lubin-des-Joncherets.

### Communautés de communes

#### Siège en Eure-et-Loir
- La communauté de communes des Portes Euréliennes de l'île-de-France regroupe la majorité des communes des cantons d'Auneau, d'Épernon, ainsi que les 3 communes de Dreux-2 non adhérentes à l'agglomération, Bréchamps, Chaudon et Croisilles ;
- La communauté de communes du Grand Châteaudun réunit une majorité de communes du canton de la ville et des communes du canton de Brou ;
- La communauté de communes Cœur de Beauce rassemble une très grande majorité des communes du canton des Villages Vovéens et 4 communes du canton d'Auneau, Ardelu, Garancières-en-Beauce, Oysonville et Sainville ;
- La communauté de communes Entre Beauce et Perche agrège une très grande majorité des communes du canton d'Illiers-Combray et 2 communes du canton de Brou, Montigny-le-Chartif et Mottereau ;
- La communauté de communes du Perche comprend une minorité de communes des cantons de Nogent-le-Rotrou et de Brou ;
- La communauté de communes Terres de Perche additionne une majorité de communes du canton de Nogent-le-Rotrou, ainsi que Frazé, du canton de Brou ;
- La communauté de communes du Bonnevalais groupe presque une moitié des communes du canton de Châteaudun et une minorité des communes du canton des Villages Vovéens ;
- La communauté de communes Forêts du Perche associe uniquement des communes du canton de Saint-Lubin-des-Joncherets.

#### Siège hors Eure-et-Loir
- 4 communes du canton d'Anet font partie de la communauté de communes du Pays Houdanais, dont le siège est à Houdan dans les Yvelines, Boutigny-Prouais, Goussainville, Havelu et Saint-Lubin-de-la-Haye ;
- La commune de Montigny-sur-Avre du canton de Saint-Lubin-des-Joncherets est rattachée à la communauté de communes Interco Normandie Sud Eure du département de l'Eure.

### Tableau intercommunalités et cantons
| N° | Canton       | CA Chartres métropole | CA du Pays de Dreux | CC des Portes Eurél. d'Île-de-France | CC du Grand Château- dun | CC Cœur de Beauce | CC Entre Beauce et Perche | CC du Perche | CC Terres de Perche | CC du Bonne- valais | CC des Forêts du Perche | CC du Pays Hou- danais | CC Nor- mandie Sud Eure | Total |
| -- | ------------ | --------------------- | ------------------- | ------------------------------------ | ------------------------ | ----------------- | ------------------------- | ------------ | ------------------- | ------------------- | ----------------------- | ---------------------- | ----------------------- | ----- |
| 1  | Anet         |                       | 21                  |                                      |                          |                   |                           |              |                     |                     |                         | 4                      |                         | 25    |
| 2  | Auneau       | 11                    |                     | 17                                   |                          | 4                 |                           |              |                     |                     |                         |                        |                         | 32    |
| 3  | Brou         |                       |                     |                                      | 10                       |                   | 2                         | 11           | 1                   |                     |                         |                        |                         | 24    |
| 4  | Chartres-1   | 11                    |                     |                                      |                          |                   |                           |              |                     |                     |                         |                        |                         | 11    |
| 5  | Chartres-2   | 14                    |                     |                                      |                          |                   |                           |              |                     |                     |                         |                        |                         | 14    |
| 6  | Chartres-3   | 4                     |                     |                                      |                          |                   |                           |              |                     |                     |                         |                        |                         | 4     |
| 7  | Châteaudun   |                       |                     |                                      | 13                       |                   |                           |              |                     | 12                  |                         |                        |                         | 25    |
| 8  | Dreux-1      |                       | 12                  |                                      |                          |                   |                           |              |                     |                     |                         |                        |                         | 12    |
| 9  | Dreux-2      |                       | 10                  | 3                                    |                          |                   |                           |              |                     |                     |                         |                        |                         | 13    |
| 10 | Épernon      | 4                     |                     | 19                                   |                          |                   |                           |              |                     |                     |                         |                        |                         | 23    |
| 11 | Illiers-C.   | 9                     |                     |                                      |                          |                   | 31                        |              |                     |                     |                         |                        |                         | 40    |
| 12 | Lucé         | 6                     |                     |                                      |                          |                   |                           |              |                     |                     |                         |                        |                         | 6     |
| 13 | Nogent-Rot.  |                       |                     |                                      |                          |                   |                           | 9            | 21                  |                     |                         |                        |                         | 30    |
| 14 | St-Lubin.    |                       | 31                  |                                      |                          |                   |                           |              |                     |                     | 15                      |                        | 1                       | 47    |
| 15 | Villag. Vov. | 6                     |                     |                                      |                          | 44                |                           |              |                     | 7                   |                         |                        |                         | 57    |
|    | Sous-total   | 66                    | 75                  | 39                                   | 23                       | 48                | 33                        | 20           | 22                  | 19                  | 15                      | 4                      | 1                       | 365   |
| 20 | St-André.    |                       | 4                   |                                      |                          |                   |                           |              |                     |                     |                         |                        |                         |       |
| 22 | Verneuil.    |                       | 2                   |                                      |                          |                   |                           |              |                     |                     |                         |                        |                         |       |
|    | Total        |                       | 81                  |                                      |                          |                   |                           |              |                     |                     |                         |                        |                         |       |

Cartes des intercommunalités d'Eure-et-Loir
Chartres métropole.
Pays de Dreux.
Portes Euréliennes d'Île-de-France.
Grand Châteaudun.
Cœur de Beauce.
Entre Beauce et Perche.
Perche.
Terres de Perche.
Bonnevalais.
Forêts du Perche.